# Ceraleurodicus duckei
Ceraleurodicus duckei is een halfvleugelig insect uit de familie witte vliegen (Aleyrodidae), onderfamilie Aleurodicinae.
De wetenschappelijke naam van deze soort is voor het eerst geldig gepubliceerd door Penny & Arias in 1980.